# Per-Eric Ringaby
Per-Eric Ringaby, född 16 februari 1916 i Örebro, död 1 augusti 1999 i Täby, Stockholm, var en svensk godsägare och moderat politiker.
Ringaby var godsägare i Ullersäter. I riksdagen var han ledamot 1958-1964 i första kammaren och från 1965 i andra kammaren invald i Örebro läns valkrets.

## Utmärkelser
- Kommendör av Nordstjärneorden, 6 juni 1974.[6]